# Sandøy
Sandøy was tot 2020 een gemeente in de Noorse provincie Møre og Romsdal. De gemeente met 1246 inwoners (januari 2017), ligt in de streek Romsdal in het midden van de fylke. Het bestuur van de gemeente was gevestigd in Steinshamn. Per 1 januari 2020 werd Sandøy toegevoegd aan de vergrote gemeente Ålesund.

## Plaatsen in de gemeente
- Harøy
- Finnøy
- Sandøy (plaats)
- Ona / Husøya
- Orten
- Gåsøy
- Steinshamn

## Buurgemeenten
Buurgemeenten van Sandøy waren Aukra, Haram en Midsund.